# Capri nell'arte
La voce Capri nell'arte comprende un elenco ragionato di dipinti, ad olio o ad acquarello, che rappresentano vedute dell'Isola di Capri, i suoi paesaggi, la sua Grotta Azzurra, i suoi Faraglioni e aspetti della vita dei suoi abitanti. 

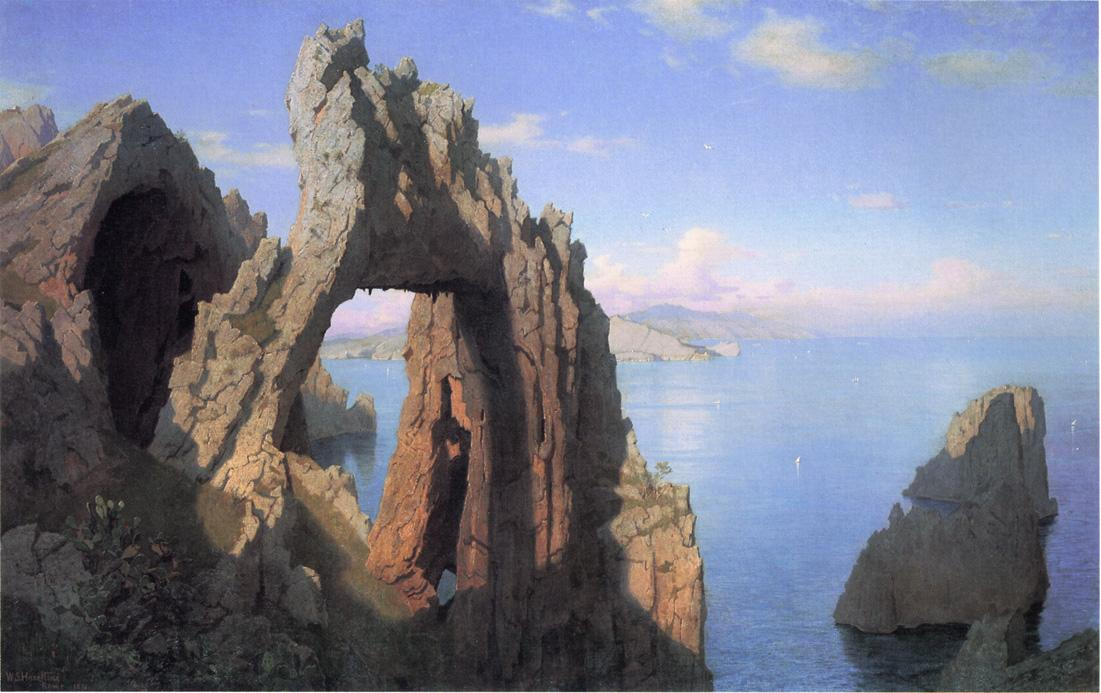
William Stanley Haseltine
Arco Naturale, Capri, 1870
National Gallery of Art

## Storia
Nel 1826 il poeta prussiano August Kopisch, il pittore Ernst Fries, accompagnati dal marinaio caprese Angelo Ferraro, dal locandiere e notaio Giuseppe Pagano e dall'asinaro Michele Federico esplorarono una grotta caprese che antiche leggende dicevano infestata da spiriti maligni. Kopisch la chiamò Grotta Azzurra, per i riflessi nell'acqua. La scoperta animò la curiosità di speleologi, di naturalisti, di turisti e di pittori; ma la grotta era già nota e visitata.
Non solo Grotta Azzurra e Faraglioni, tuttavia: i pittori che arrivavano a Capri, prima su barche a vela, poi su vapori a ruote, infine nel Novecento sui vaporetti, videro e dipinsero la vegetazione mediterranea abbarbicata alle rocce, i pergolati di uva sostenuti da colonnine, le piantagioni di limoni, le stradine con le case bianche coperte da cupolette e anche spighe bionde di grano, piantato nei pochi spazi pianeggiati dell'interno. Nella popolazione locale - che discendeva da fenici, da greci e da romani - videro esempi tangibili d'immortale bellezza classica.
I pittori della Scuola di Posillipo all'inizio si limitavano a tracciare il profilo di Capri, sullo sfondo di marine della costa napoletana, popolate da pescatori; poi arrivarono in massa. I pittori stranieri sbarcavano a Capri, la visitavano, alcuni vi presero casa e vi morirono.

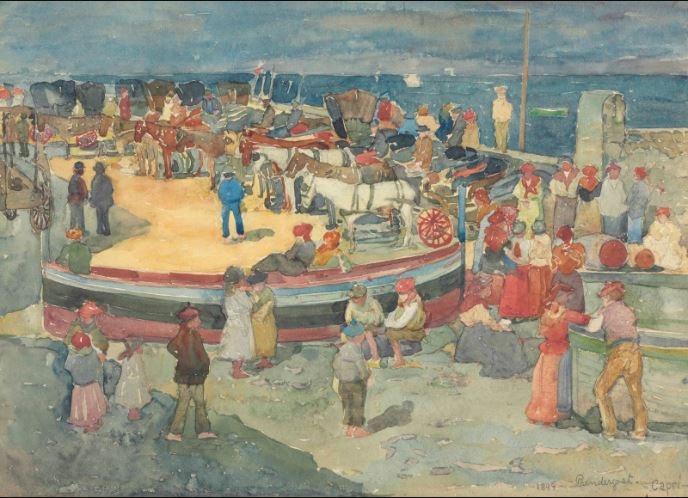
Maurice Prendergast
Marina Grande, Capri, 1899

### Primi esempi di pittura
Il pittore olandese Thomas Wijck ci ha lasciato la prima visione di Capri, che è databile circa 1640: la realtà della vita quotidiana la rappresentò in una veduta d'esterno, con lavandaie, uomini al lavoro, un orientale con il turbante, facchini (Staatliche Kunsthalle Karlsruhe). Wijck trasferiva a Capri la tipologia romana, tipica dei Bamboccianti. Il pittore gallese Thomas Jones dipinse una Veduta di Capri dal monte Tiberio, databile 1778-1783 (National Library of Wales).  Alla Reggia di Caserta si conserva una tempera del pittore tedesco Jakob Philipp Hackert, Lo palazzo sullo sfondo del Monte Solaro, del 1792: era la residenza caprese del re di Napoli che si recava a Capri per la caccia alla quaglia. Si vede la Scala fenicia che sale sul costone del monte Solaro.
Il pittore austriaco Joseph Rebell arrivò a Napoli nel 1813 e ci restò due anni, ma continuò a dipingere vedute del Golfo di Napoli: fece nel 1817 Marina Grande con effetti luministici, all'ora del tramonto e Scogli a Marina Grande, nel 1818. Il pittore svizzero Louis Léopold Robert ci ha lasciato Donne nell'isola di Capri. Saverio della Gatta, pittore leccese di cui non si sa più nulla dopo il 1828 e che si firmava Xavier della Gatta, ha dipinto una veduta di Capri sul Monte Solaro.

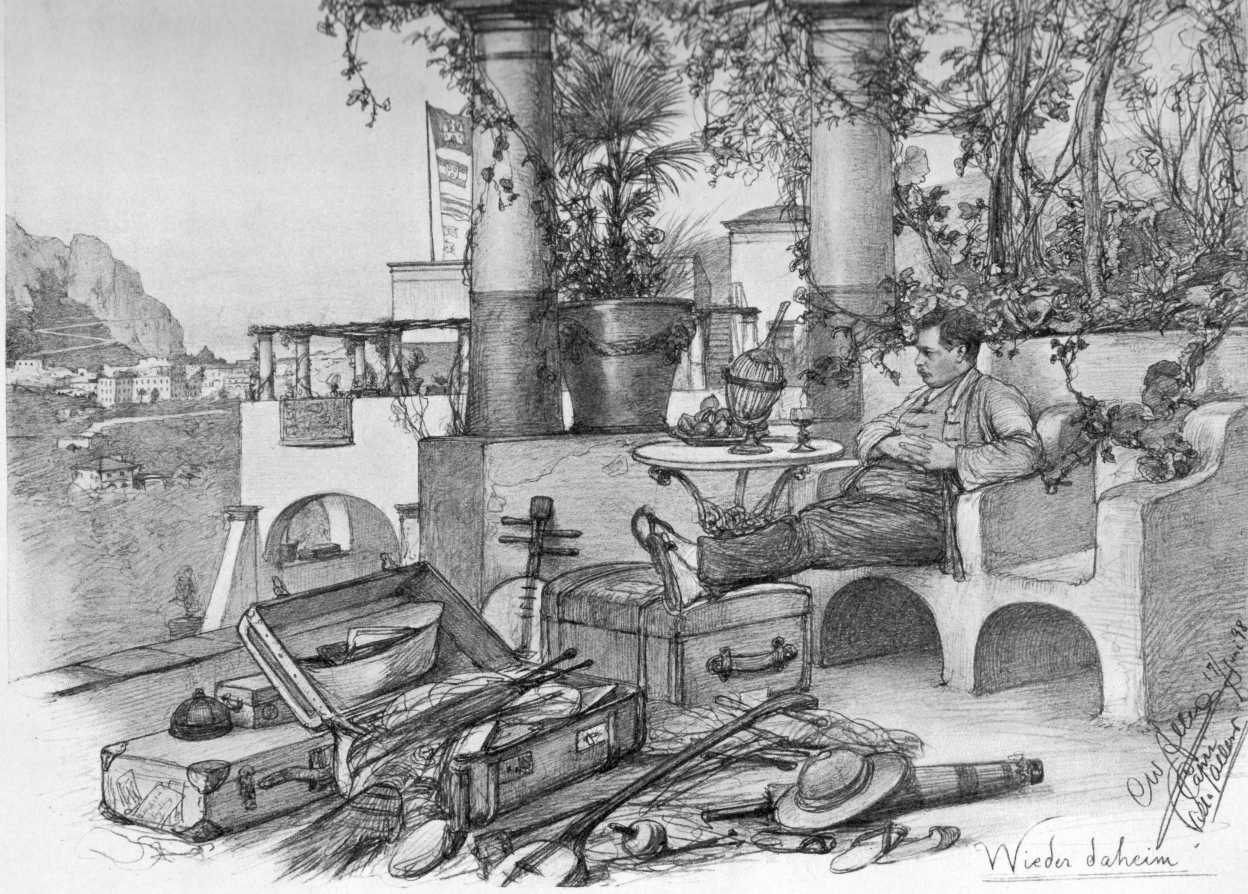
Christian Wilhelm Allers
Autoritratto a Capri, a Villa Allers, 1898

Il profilo dell'isola, un po' sfocato, appariva sullo sfondo di vedute del Golfo di Napoli. Sull'isola la natura appariva inaccessibile e i viaggiatori era spaventati da leggende sulle dissolutezze di Tiberio e forse anche dall'abbacinante luce mediterranea.
I primi visitatori scoprivano Villa Jovis e le rovine che dall'attuale porto si stendevano fino ai Bagni di Tiberio. A Damecuta visitavano i ruderi di una villa romana, in un pianoro ondulato - a mezza costa fra il Solaro e la Grotta Azzurra - ricco di querce e di olivi. I primi dipinti della Grotta Azzurra mostravano, in controluce, figurine di gentiluomini con tuba e di dame con ombrellino.

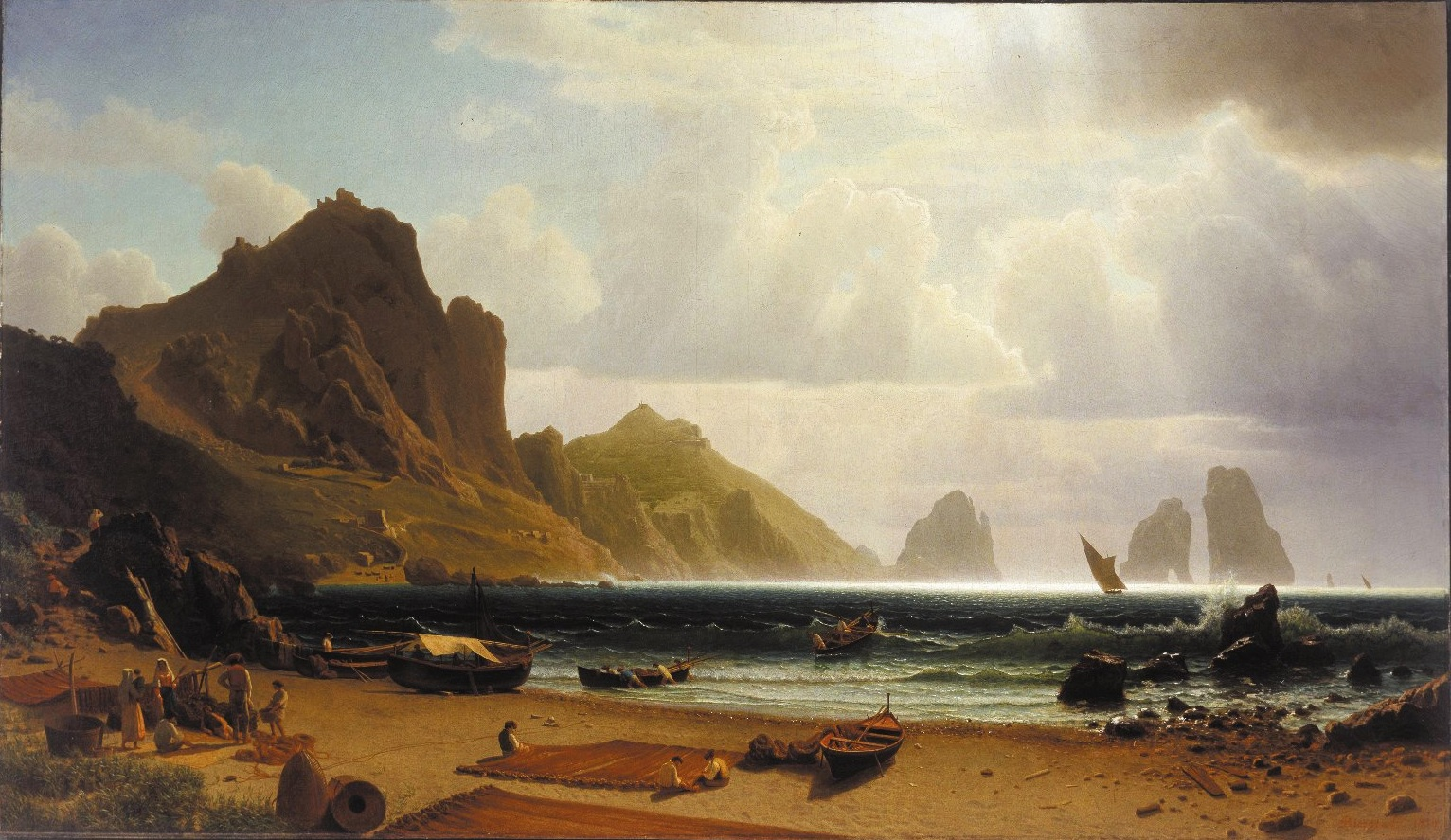
Albert Bierstadt
Marina Piccola, Capri, 1859

### Pittori stranieri a Capri
Johan Christian Dahl fu invitato nel 1820 dal principe Christian Frederik (poi divenuto Cristiano VIII di Danimarca) a trascorrere un soggiorno a Napoli, come suo ospite alla reggia di Quisisana, dove si poteva passeggiare nei boschetti ornati da fontane e da statue e riposare sui sedili di pietra del belvedere. Dahl dipinse vedute a Pozzuoli, sul Vesuvio, a Castellammare di Stabia, agli scavi archeologici di Pompei, a Posillipo e all'isola di Capri. Dahl dipinse un Naufragio sulla costa caprese, datato 1824 e probabilmente tratto da schizzi precedenti, fatti sul posto. Il pittore e incisore tedesco Heinrich Reinhold (1788–1825), morto di tubercolosi a Roma, lasciò incompiuta una tela, dal titolo Isola di Capri.
Rudolf von Alt a Capri dipingeva volentieri ad acquarello, riproducendo le trasparenze del cielo e le sfumature di verde della vegetazione. Si avvicinava all'impressionismo. John Singer Sargent nell'estate del 1878 arrivò a Napoli, conobbe Antonio Mancini e Francesco Paolo Michetti e ne trasse ispirazione. A Capri fu attratto dalla fisionomie degli abitanti locali: dipinse, fra l'altro, Testa di una ragazza di Capri e Ragazze di Capri sopra un tetto. Il pittore polacco Henryk Siemiradzki era specializzato in ricostruzioni fantasiose, ambientate nel mondo antico greco-romano. Non fu mai a Capri, a trarre spunti sul paesaggio mediterraneo, per la monumentale sua tela con le presunte orge di Tiberio, così fosca nelle tinte. Oswald Achenbach fece due viaggi in Italia e solo nel secondo visitò Capri.

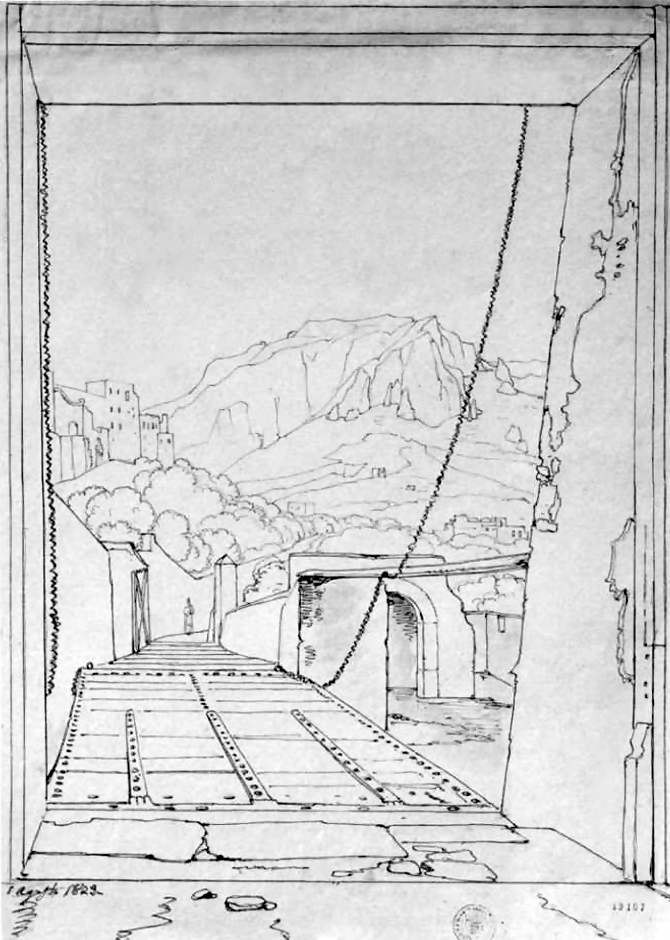
Giacinto Gigante
Ponte levatoio a Capri

Nato a Buffalo (New York), Charles Caryl Coleman aveva studiato a Parigi. Arrivò a Capri intorno al 1880 e trovò una casa: era un conventino del Seicento che adattò ad abitazione-studio e chiamò Villa Narcissus, dal nome del ragazzo della mitologia greca, rimasto incantato dalla propria bellezza. Dalla finestra del suo studio vedeva Vesuvio, che dipinse molte volte, anche in eruzione. Charles Caryl Coleman documentò un'attività poi scomparsa, La calcara, cioè il forno di produzione della calce viva, con cui i capresi tingevano di bianco le case. A Capri è morto ed è stato sepolto.
Rosina Ferrara, nata ad Anacapri, divenne la modella preferita del pittore statunitense Charles Sprague Pearce, di John Singer Sargent, del ritrattista inglese Frank Hyde, del pittore francese Jean Benner che sposò una ragazza caprese e del pittore statunitense George Randolph Barse che divenne suo marito e che Rosina seguì in America. Barse si uccise, quattro anni dopo la morte di Rosina.
Il paesaggista danese Peder Mørk Mønsted nel 1882 si trasferì prima a Roma, poi sull'isola di Capri, attratto dalla viva luce mediterranea e dai colori della vegetazione e del mare. Many Benner, nato a Capri dal pittore di Jean Benner e che era nato a Capri, dipinse donne isolane calate in una realtà semplice, in una atmosfera di serenità senza tempo. Sophie Gengembre Anderson era una pittrice britannica che arrivò a Capri nel 1871 e prese dimora a Villa Castello. A Capri soggiornarono e dipinsero il pittore inglese simbolista e preraffaellita Frederic Leighton e il pittore Édouard Sain che in Rito matrimoniale a Capri - con la sposa che bacia la mano della suocera - ci ha lasciato uno spaccato di vita caprese d'altri tempi.
Il pittore Ernst Hanfstaengl, nato a Dresda e morto a Capri, il 20 febbraio 1897, dipinse con una tavolozza di tinte materiche e un po' bruciate le stradine, le pergole, la vegetazione spontanea caprese e donne mentre trasportano acqua dentro una giara e che sembrano figure venute dell'antichità greco-romana. Albert Wenk, bavarese, riprodusse il moto capriccioso delle onde che si frangono sugli scogli capresi.
Karl Wilhelm Diefenbach, artista tedesco visionario e cupo, avvolgeva la donna in un mantello scuro che la trasfigurava, la rendeva inquieta. Dipingeva paesaggi capresi con strani esseri volanti e con contrasti violenti di luce e di buio. Fu un pioniere del nudismo e del movimento pacifista. Sull'analisi della sua esperienza di vita, così fuori dal comune, il regista Mario Martone ha ricavato il film Capri-Revolution (2018).

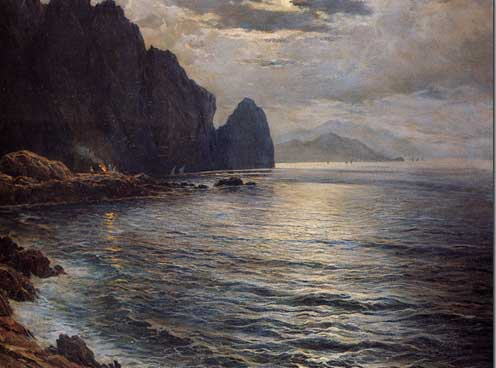
Karl Wilhelm Diefenbach
Tramonto, ante 1913

### Pittori italiani e Capri
Giacinto Gigante arrivò a Capri da ragazzo, nel 1823, e più tardi dettò la moda ad altri pittori della Scuola di Posillipo (italiani o italianizzati grazie all'arte): a Consalvo Carelli, Anton Sminck van Pitloo (olandese di nascita, ma napoletano di adozione), Salvatore Fergola, Achille Vianelli e al pittore belga Frans Vervloet. A Napoli Gigante incontrò Camille Corot (di cui si conosce un piccolo disegno su Capri)  e William Turner. Un disegno di Giacinto Gigante Ponte levatoio e accesso a Capri è al Museo nazionale di San Martino.
La scuola di Resìna sbarcò un po' più tardi sull'isola, con Marco De Gregorio che dipinse Anacapri. La natura sembrava moderare il suo volto roccioso: sorgevano nuove case, per i nuovi ospiti e una locale casa di cura, il Quisisana, fu adattata ad albergo; ma tenace restava il mito di natura incontaminata. Pratella, Vincenzo Migliaro, e Vincenzo Irolli dipinsero il mare e le rocce dell'Isola di Capri; Giuseppe Casciaro ne dava rapide impressioni, a pastello.
Arrivò dalla Toscana Guglielmo Ciardi che dipinse due vedute - Marina Grande e monte Solaro e Scogli a Marina Grande e monte Tiberio - oggi conservate alla Galleria nazionale d'arte moderna di Roma.

### Nuova generazione di pittori
Tra gli altri artisti che hanno vissuto a Capri del Novecento, l'austriaco Hans Paule, personaggio eccentrico e definito pittore cavernicolo da Edwin Cerio - perché per un periodo aveva abitato in una grotta. Alla nuova generazione appartengono il pittore e incisore Carlo Perindani e Michele Federico, pittore di marine, nato e vissuto a Capri e che fu allievo di Antonino Leto.

### Mostre
- Negli anni Venti, per smontare il mito della natura incontaminata caprese, Enrico Prampolini tentò una Interpretazione futurista del paesaggio di Capri, in una mostra all'Albergo Quisisana.
- Nel 1994, alla Canonica della Certosa di Capri, mostra Capri nell'Ottocento, da meta dell'anima a mito turistico, che fu poi presentata a Napoli, al Museo Pignatelli Aragona Cortes nel 1995 e a Firenze a Palazzo Pitti nel 1996.[9]
- Nel 2002, a Capri mostra Viaggio nell'isola: maestri della pittura dell'Ottocento a Capri.[10]

## Lista di opere

### Capri nell'Ottocento
| Autore e titolo                                                                              | Descrizione                                                                             | Immagine |
| -------------------------------------------------------------------------------------------- | --------------------------------------------------------------------------------------- | -------- |
| Joseph Rebell, Costa caprese al tramonto                                                     | olio su tela, 41,5x62 cm, 1817, Bayerische Staatsgemäldesammlungen (Monaco di Baviera)  |          |
| Johan Christian Dahl (1788-1857), Naufragio alla costa di Capri                              | olio su tela, 1822, collezione sconosciuta                                              |          |
| Franz Ludwig Catel, Monaci nel chiostro della Certosa e Faraglioni di Capri                  | olio su tela, 73x98 cm, 1823 circa, Spencer Museum of Art (Lawrence, Kansas)            |          |
| Carl Blechen, Rocce di Tiberio a Capri                                                       | olio su carta su tela, 20,5x30 cm, 1828-1829, Niedersächsisches Landesmuseum (Hannover) |          |
| Carl Blechen, Marina Grande, Capri                                                           | olio su tela, 90x130 cm, 1829, Österreichische Galerie Belvedere (Vienna)               |          |
| Konstantin von Kügelgen (1810-1880), Grotta Azzurra a Capri                                  | olio su tela, 1833                                                                      |          |
| Heinrich Jakob Fried (1802-1870), Grotta Azzurra a Capri                                     | olio su tela, 50x63 cm, 1835, Kunsthalle Bremen                                         |          |
| Rudolf von Alt (1812-1905), Capri. La palma e la chiesa di Santo Stefano                     | acquarello, 31,8x26,6 cm, 1835, Albertina (Vienna)                                      |          |
| Miklós Barabás (1810-1898), Vesuvio visto dall'isola di Capri                                | acquarello su carta, 16,1x24,3 cm, 1835, Galleria nazionale ungherese (Budapest)        |          |
| Christen Købke, Marina Grande a Capri                                                        | olio su carta, 29,9x39 cm, 1839, Collezione Hirschsprung (Copenaghen)                   |          |
| Johann Wilhelm Schirmer, Chiesa di Santa Serafina a Capri                                    | olio su tela, 42x57 cm, 1840, Museum Zitadelle (Jülich)                                 |          |
| Christian Ferdinand Christensen (1805?-1883), Grotta Azzurra                                 | bozzetto per la scenografia di Napoli, 1842, Musikmuseet (Stoccolma)                    |          |
| Louis Gurlitt, Marina Piccola a Capri                                                        | olio su tavoletta, 48x70,1 cm, 1844 circa, Museo nazionale di Stoccolma                 |          |
| Thorald Læssøe (1816-1878), Marina Piccola, Capri: luce diurna                               | olio su tela, 1851, Statens Museum for Kunst (Copenaghen)                               |          |
| Eduard Hildebrandt, Rocce di Capri con pescatori                                             | olio su tela, 24x33cm, 1852 circa                                                       |          |
| Sanford Robinson Gifford, Vesuvio da Marina Grande, Capri                                    | olio su carta incollata su tela, 23,1x35,5 cm, 1857, Museum of Fine Arts (Boston)       |          |
| Frederic Leighton, Giardino della locanda Pagano a Capri                                     | olio su tela, 48,9x66,7 cm, 1859, Birmingham Museum and Art Gallery                     | [ 11 ]   |
| Carl Friedrich Seiffert (1808-1891), Grotta Azzurra a Capri                                  | 1860, Alte Nationalgalerie (Berlino)                                                    |          |
| William Stanley Haseltine, Isola di Capri: i Faraglioni                                      | olio su tela, 83x142 cm, 1870 circa, Princeton University                               |          |
| Robert Heck (1831-1889), Capri. Palma dell'albergo Pagano e chiesa di Santo Stefano          | olio su tela, 58x46 cm, 1872                                                            |          |
| Ascan Lutteroth (1842-1923), Marina Grande a Capri                                           | olio su tela, 61x101 cm, 1874                                                           | [ 12 ]   |
| John Singer Sargent (1856-1925), Profilo di Ana di Capri                                     | 1º gennaio 1878                                                                         | [ 13 ]   |
| John Singer Sargent, Ragazzo in "reverie"                                                    | 1878                                                                                    |          |
| Henryk Siemiradzki (1843-1902), Orgia di Tiberio sull'isola di Capri                         | olio su tela, 101,5x216 cm, 1881, Galleria Tret'jakov                                   |          |
| Antonino Leto, Case bianche, Marina Grande di Capri                                          | olio su tela, 1882 circa, Museo Nazionale di Palermo                                    |          |
| Carl Morgenstern (1811–1893), Marina Grande a Capri                                          | olio si tela, 28x42 cm, 1882                                                            |          |
| Oswald Achenbach (1827–1905), Veduta di Capri                                                | olio su tela, 44x60,6 cm, 1884, Von der Heydt Museum (Wuppertal)                        |          |
| John Singer Sargent, Rosina sulla terrazza di Capri                                          | olio su tela, 1887 circa, Yale University Art Gallery (New Haven, Conn.)                |          |
| Federico del Campo, Rosina                                                                   | olio su tavola, 20x12 cm, 1887, Lima Art Museum (Lima-Perù)                             | [ 14 ]   |
| Peder Mørk Mønsted, Anacapri                                                                 | olio su tela, ante 1890                                                                 |          |
| Lesser Ury, Costa rocciosa a Capri                                                           | olio su tela, 1890, Collezione privata                                                  |          |
| Carl Wuttke (1849-1927), Processione a Capri                                                 | olio su tela, 59,5x76,4 cm, 1893                                                        |          |
| Ernst Hanfstaengl (1840-1897), Donne che lavano i panni ad Anacapri. Sullo sfondo il Vesuvio | olio su tela, 94,5x77 cm, ante 1894                                                     |          |
| Ernst Hanfstaengl, Anacapri                                                                  | olio su tela, 54,5x27,5 cm, ante 1897                                                   | [ 15 ]   |
| Charles Caryl Coleman, All'ombra del vino, Capri                                             | olio su tela, 1898                                                                      | [ 16 ]   |
| Angel Andrade Blázquez (1866-1932), Marina Piccola a Capri                                   | olio su tela, 140x230 cm, 1898, Museo del Prado                                         |          |
| Albert Arnz (1832-1914), Veduta di Capri                                                     | olio su tela, 85x135 cm                                                                 |          |
| Bernardo Hay, Motivo caprese                                                                 | olio su tela, 40x25 cm                                                                  |          |
| Francesco Mancini detto Lord, Capri                                                          | acquarello su carta, 53,5x35,5 cm, seconda metà XIX secolo, Collezione privata          | [ 17 ]   |
| Othmar Brioschi (1854-1912), Capri                                                           | olio su tela, 37,5x73 cm                                                                | [ 18 ]   |
| Sophie Gengembre Anderson (1823-1903), Ragazza caprese con fiori                             | olio su tela, 42x52 cm, XIX secolo, Russell-Cotes Art Gallery & Museum (Bournemouth)    |          |
| Karl Wilhelm Diefenbach, Capri                                                               | olio su tela, 37x104 cm                                                                 |          |
| Andrea Cherubini, Pescatori a Capri                                                          | olio su tela, 60x100 cm, XIX secolo                                                     |          |

### Capri nel Novecento
| Autore e titolo                                                                        | Descrizione                                                               | Immagine |
| -------------------------------------------------------------------------------------- | ------------------------------------------------------------------------- | -------- |
| Attilio Pratella, Pescatori sul molo                                                   | olio su tela, 1900 circa, Artgate Fondazione Cariplo (Capri sullo sfondo) |          |
| Charles Caryl Coleman, All'Isola di Capri, dalla finestra dello studio. Sera d'ottobre | olio su tavola, 47,6x12,1 cm, 1901, Birmingham Museum of Art              |          |
| Charles Caryl Coleman, Capri                                                           | olio su tela, ante 1910                                                   |          |
| Georg Fischhof (1849-1914), Motivo caprese                                             | olio su tela, 70,5x100,5 cm, ante 1914                                    | [ 19 ]   |
| Salvatore Balsamo, Capri                                                               | olio su tela, 1920 circa Collezioni d'arte della Fondazione Cariplo       |          |
| Aloïs Boudry, Capri                                                                    | 1921                                                                      |          |
| Fritz Stæhr-Olsen (1858-1922), Scena caprese con monaci                                | olio su tela, 52x40 cm, 1921                                              | [ 20 ]   |
| Raffaele Armando Califano Mundo, Pergolato con fiori a Capri                           | olio su tela, 22x38 cm, 1922                                              |          |
| Constantin Gorbatov (1876-1945), Porto di Capri                                        | olio su tela, 89х109 cm, 1928                                             |          |
| Paul von Spaun (1876-1932), Villa Jovis all'isola di Capri                             | olio su tela, 80x110,4 cm, ante 1932                                      | [ 21 ]   |
| Albert Wenk (1863-1934), Sguardo sui Faraglioni                                        | olio su tela, 60x80 cm, ante 1934                                         |          |
| Albert Wenk, Capri                                                                     | olio su tela, 60x70 cm, ante 1934                                         | [ 22 ]   |
| Giuseppe Casciaro, Capri                                                               | olio su tela, 52x61 cm, ante 1941                                         |          |